# Jäthensee
Der Jäthensee ist ein See im Gemeindegebiet von Mirow im Landkreis Mecklenburgische Seenplatte in Mecklenburg-Vorpommern. Der stark gegliederte See wird von der ungefähr 24,2 Hektar großen Insel Schulzenwerder in zwei markante Becken geteilt. Das Westbecken ist schmal und langgestreckt und auch nochmal in kleinere Becken geteilt. Das Ostbecken ist breiter. Der See ist 2000 Meter lang und bis zu 1700 Meter breit. Im Ostbecken mündet die Havel im Norden, um den See im Osten wieder zu verlassen. Diese stellt hier ein beliebtes Paddelgewässer dar. Das Seeufer ist sumpfig und unbewaldet.
Der Jäthensee liegt im Müritz-Nationalpark.
Der See wurde bereits 1258 urkundlich erwähnt. Der Name leitet sich vom altslawischen Wort gatĭ für Damm oder Kanal ab. Der Name bedeutet so viel wie mit Kanal, mit Ableitung versehen.
Am Jäthensee gab es mittelsteinzeitliche Wohnstätten, belegt durch Mikrolithen (kleine steinzeitliche Klingen, Schaben oder Spitzen) und Kernbeile, gefunden am Ostufer auf der Feldmark Blankenförde.

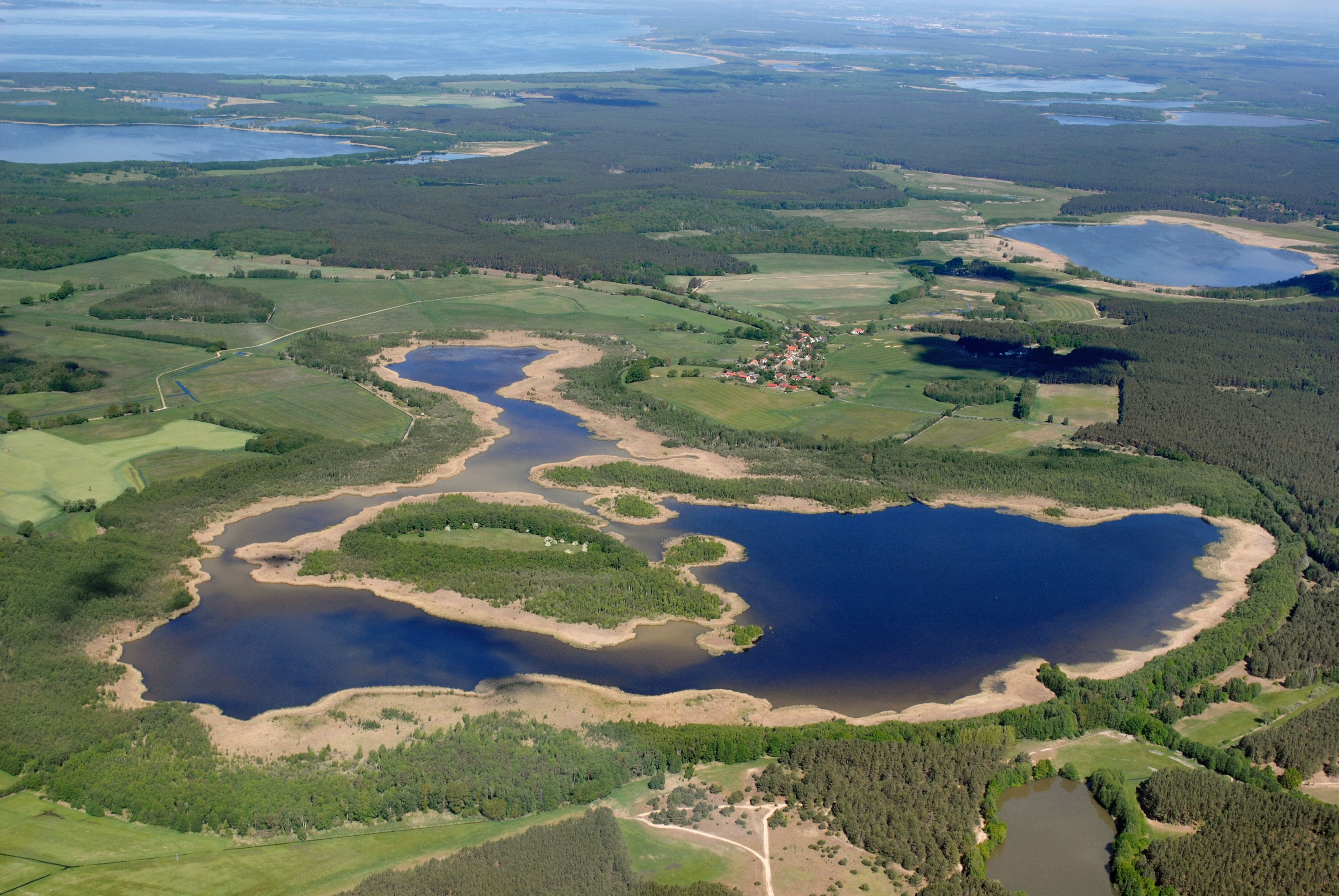
Jäthensee aus Richtung SO
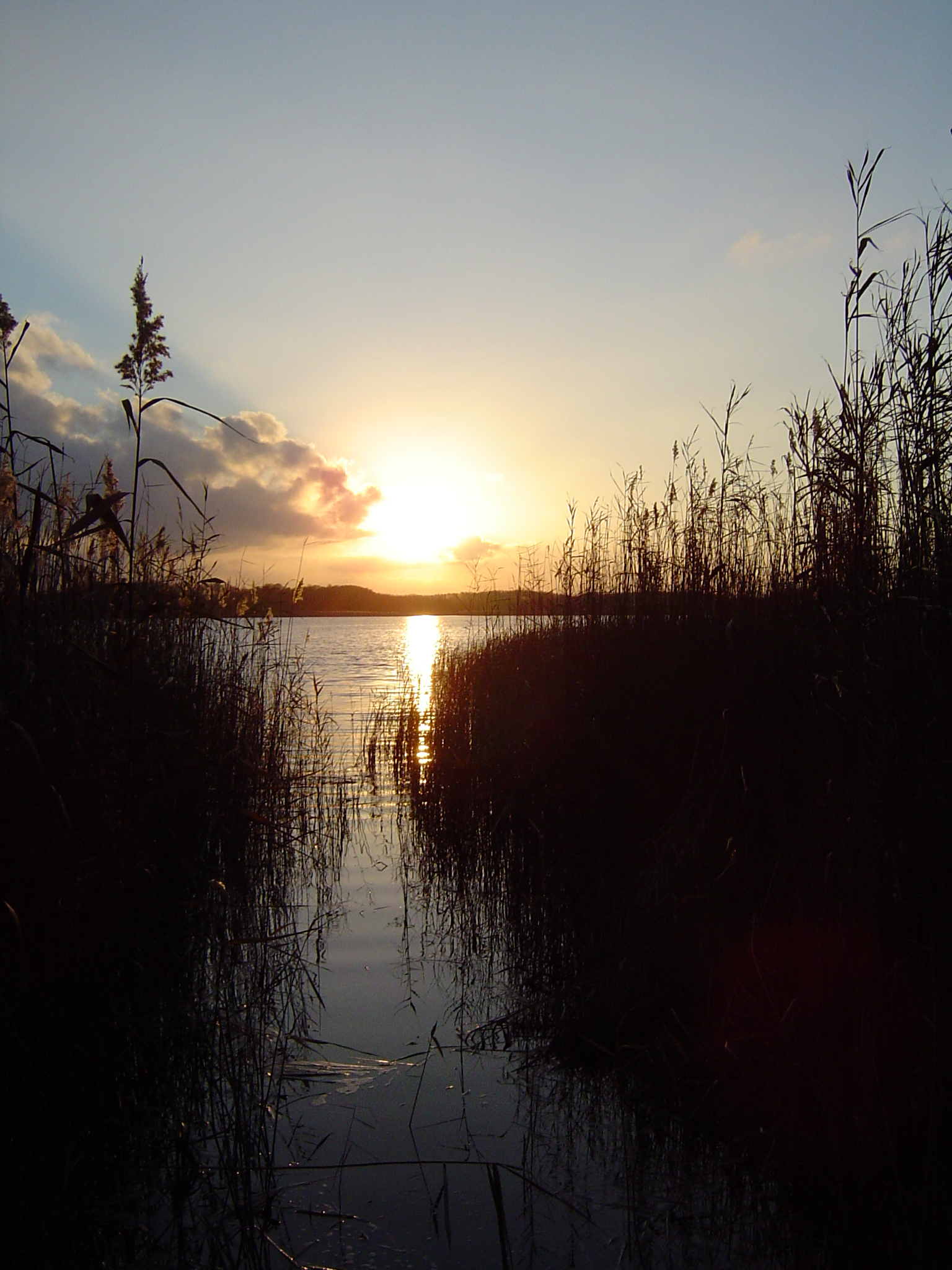
Sonnenuntergang
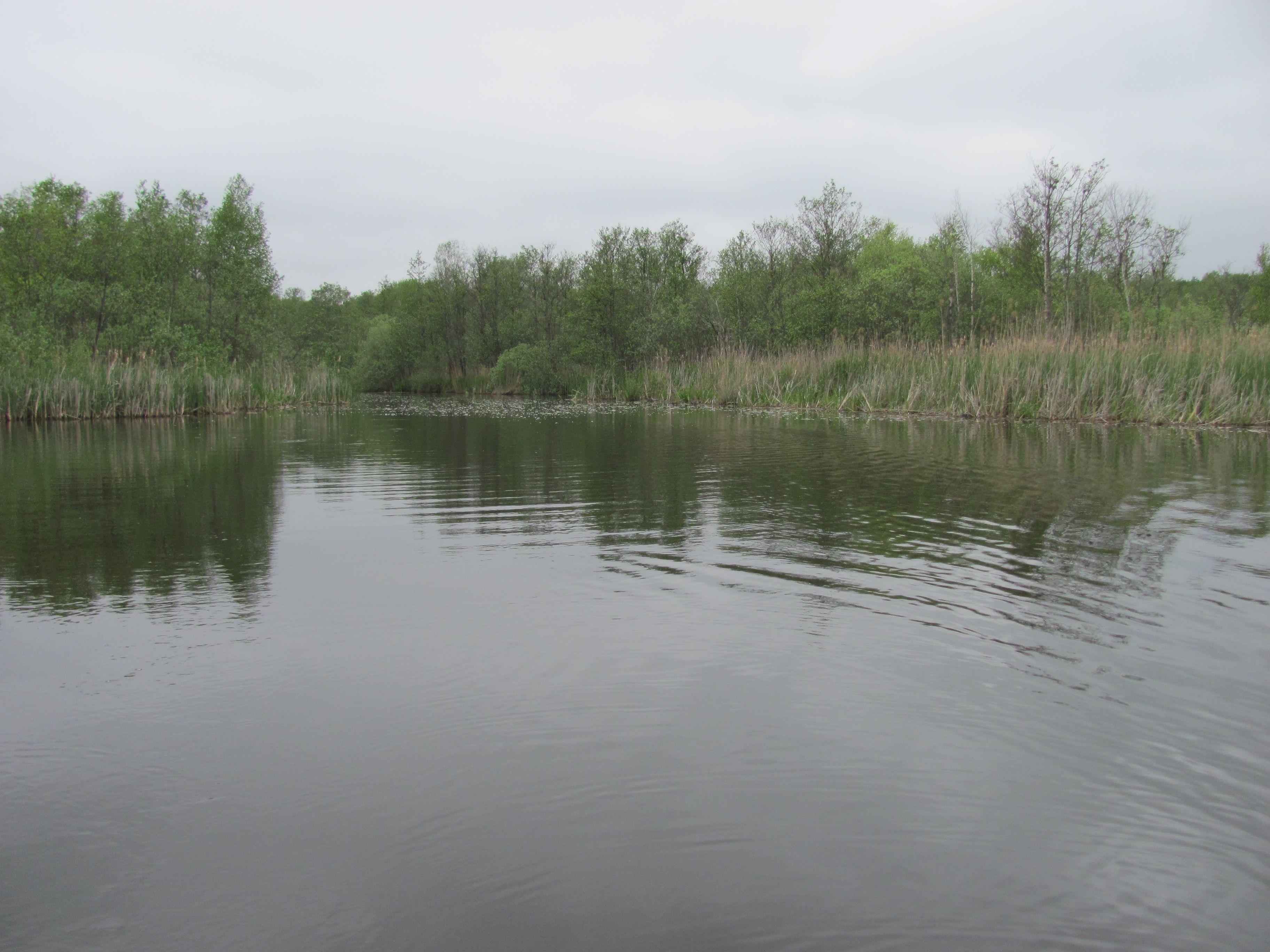
Zufluss